# إدوارد إي. جونستون
إدوارد إي. جونستون (بالإنجليزية: Edward E. Johnston)‏ هو شخصية أعمال ومذيع ‏ وسياسي أمريكي، ولد في 3 يناير 1918 في جاكسونفيل في الولايات المتحدة، وتوفي في 18 فبراير 2011 في روهنيرت بارك في الولايات المتحدة. حزبياً، نشط في الحزب الجمهوري. وقد انتخب High Commissioner of the Trust Territory of the Pacific Islands ‏ (1 مايو 1969 – 1 يوليو 1976).